# 노드데이타
노드데이타(nodeDATA)는 대한민국의 기업이다. 서울시 금천구에 위치해있으며 지역 지사들로는 서울(본사),중부, 영남, 창원 총 4개의 지사들로 나뉘어있다. ㈜노드데이타는 2004년 창립 이래 3D EXPERIENCE WORKS와 SOLIDWORKS 3D CAD 시스템(CAD)을 기반으로 유한 요소해석(FEA), 전산 유체 역학(CFD), DATA 관리(PDM), 모델 렌더링, 3차원 전장 설계, 제품 매뉴얼 제작 등을 지원하는 대표 설계 솔루션 전문 기업입니다. 주적으로 프랑스 본사 다쏘시스템의 솔리드웍스 그리고 3DEXPERIENCE를 판매하고 있으며, 노드데이타 자체 프로그램인 DX-TOOL을 개발하고 판매하는 IT 기반 솔루션 기업이다.  

#### 기술지원 서비스
국내 SOLIDWORKS경쟁사 대비 최소 2배이상의 엔지니어 인력과 엔지니어와 평균 근속기간 6년 이상의 높은 숙련도를 가진 전문 인력들이 상시 기술지원/장애 지원을 지원한다.
3DEXPERIENCE WORKS
3D 설계, 분석 및 시뮬레이션을 위한 서로 다른 소프트웨어 응용 프로그램을 사용하기 쉬운 단일 인터페이스로 통합한 클라우드 플랫폼을 주력 상품으로 취급한다.
SOLIDWORKS
설계, 검증, 데이터 관리 등 제품 개발 전과정을 처리할 수 있는 제품이며 2004년부터 노하우를 축적한 대한민국 대표 Reseller이다.
Smart Factory
제품개발부터 양산까지, 시장 수요 예측 및 기업의 주문에서 완제품 출시 등 모든 제조 관련 과정을 노드데이타 솔루션으로 제공한다.
Hardware
HP, Dell, Lenovo의 워크스테이션을 비롯하여 기업용 Server, 3D프린터 등을 취급한다.